# Veikkausliiga 2018
Die Veikkausliiga 2018 war die 29. Spielzeit der höchsten finnischen Spielklasse im Fußball der Männer unter diesem Namen sowie die 88. Saison seit deren Einführung im Jahre 1930. Die Saison begann am 7. April und endete am 27. Oktober 2018.
Am 29. Spieltag wurde HJK Helsinki durch den 3:0-Sieg über Rovaniemi PS zum 29. finnischer Meister. Am Saisonende hatte der Club aus der Hauptstadt 16 Punkte Vorsprung vor Rovaniemi PS. Am drittletzten Spieltag stand PS Kemi Kings als Absteiger fest. Aufsteiger Turku PS musste als Verlierer der Relegation ebenfalls absteigen.

## Modus
Die Meisterschaft wurde in einer Dreifachrunde ausgespielt. Jede Mannschaft bestritt somit 33 Saisonspiele. Der Tabellenletzte stieg direkt ab, der Vorletzte musste in die Relegation.

## Teilnehmende Mannschaften
| Verein         | Stadt     | Stadion                   | Kapazität |
| -------------- | --------- | ------------------------- | --------- |
| FC Honka Espoo | Espoo     | Tapiolan urheilupuisto    | 04.100    |
| FC Lahti       | Lahti     | Paavo-Nurmi-Stadion       | 13.000    |
| HJK Helsinki   | Helsinki  | Telia 5G -areena          | 10.770    |
| IFK Mariehamn  | Mariehamn | Wiklöf Holding Arena      | 05.637    |
| Inter Turku    | Turku     | Veritas-Stadion           | 09.372    |
| Kuopion PS     | Kuopio    | Magnum Areena             | 04.700    |
| PS Kemi Kings  | Kemi      | Sauvosaaren urheilupuisto | 04.500    |
| Rovaniemi PS   | Rovaniemi | Rovaniemen keskuskenttä   | 04.768    |
| Seinäjoen JK   | Seinäjoki | OmaSP Stadion             | 06.000    |
| Ilves Tampere  | Tampere   | Tammela Stadion           | 05.040    |
| Turku PS       | Turku     | Veritas-Stadion           | 09.372    |
| Vaasan PS      | Vaasa     | Elisa Stadion             | 06.009    |

## Abschlusstabelle
| Pl. | Verein                | Sp. | S  | U  | N  | Tore    | Diff. | Punkte |
| --- | --------------------- | --- | -- | -- | -- | ------- | ----- | ------ |
| 1.  | HJK Helsinki (M, P)   | 33  | 24 | 6  | 3  | 061:190 | +42   | 78     |
| 2.  | Rovaniemi PS          | 33  | 18 | 8  | 7  | 042:250 | +17   | 62     |
| 3.  | Kuopion PS            | 33  | 17 | 7  | 9  | 056:370 | +19   | 58     |
| 4.  | FC Honka Espoo (N, R) | 33  | 15 | 13 | 5  | 051:330 | +18   | 58     |
| 5.  | Ilves Tampere         | 33  | 14 | 7  | 12 | 045:410 | +4    | 49     |
| 6.  | Vaasan PS             | 33  | 10 | 11 | 12 | 037:430 | −6    | 41     |
| 7.  | Inter Turku           | 33  | 10 | 10 | 13 | 037:440 | −7    | 40     |
| 8.  | FC Lahti              | 33  | 9  | 13 | 11 | 030:380 | −8    | 40     |
| 9.  | Seinäjoen JK          | 33  | 8  | 8  | 17 | 028:370 | −9    | 32     |
| 10. | IFK Mariehamn         | 33  | 8  | 7  | 18 | 037:590 | −22   | 31     |
| 11. | Turku PS (N)          | 33  | 7  | 8  | 18 | 037:550 | −18   | 29     |
| 12. | PS Kemi Kings 1       | 33  | 6  | 6  | 21 | 029:590 | −30   | 24     |

Platzierungskriterien: 1. Punkte – 2. Tordifferenz – 3. geschossene Tore

| (M) | amtierender Meister            |
| (P) | amtierender Pokalsieger        |
| (R) | Gewinner der Relegationsspiele |
| (N) | Neuaufsteiger                  |

## Kreuztabelle
| Spieltage 1–22 | HJK Helsinki | Rovaniemi PS | Kuopion PS | FC Honka Espoo | Ilves Tampere | Vaasan PS | Inter Turku | FC Lahti | Seinäjoen JK | IFK Mariehamn | Turku PS | PS Kemi Kings |
| -------------- | ------------ | ------------ | ---------- | -------------- | ------------- | --------- | ----------- | -------- | ------------ | ------------- | -------- | ------------- |
| HJK Helsinki   |              | 2:2          | 1:2        | 3:2            | 3:1           | 5:0       | 3:0         | 1:2      | 4:0          | 2:0           | 2:1      | 2:0           |
| Rovaniemi PS   | 1:2          |              | 2:0        | 1:2            | 2:0           | 1:0       | 0:1         | 2:0      | 1:0          | 2:0           | 0:0      | 3:0           |
| Kuopion PS     | 2:2          | 0:1          |            | 1:1            | 3:1           | 1:2       | 5:1         | 1:1      | 1:1          | 2:1           | 3:2      | 2:3           |
| FC Honka Espoo | 1:2          | 2:2          | 2:1        |                | 4:1           | 0:1       | 2:2         | 0:0      | 3:1          | 1:1           | 2:0      | 2:1           |
| Ilves Tampere  | 0:0          | 1:0          | 2:1        | 3:3            |               | 0:0       | 1:1         | 0:0      | 1:1          | 1:2           | 2:0      | 2:0           |
| Vaasan PS      | 1:2          | 0:1          | 0:2        | 1:1            | 1:1           |           | 2:0         | 2:2      | 1:1          | 4:1           | 2:0      | 3:1           |
| Inter Turku    | 0:0          | 3:3          | 0:1        | 2:3            | 0:1           | 1:3       |             | 0:0      | 2:0          | 3:0           | 1:2      | 1:0           |
| FC Lahti       | 2:1          | 0:0          | 1:0        | 1:1            | 2:0           | 1:1       | 1:2         |          | 1:0          | 2:0           | 3:2      | 1:1           |
| Seinäjoen JK   | 0:1          | 2:1          | 1:3        | 2:0            | 2:3           | 0:0       | 0:1         | 1:0      |              | 1:1           | 4:0      | 0:1           |
| IFK Mariehamn  | 0:1          | 1:3          | 1:4        | 1:2            | 2:0           | 2:2       | 2:3         | 1:2      | 1:0          |               | 3:2      | 2:1           |
| Turku PS       | 0:1          | 0:0          | 0:0        | 0:0            | 1:3           | 0:1       | 1:1         | 1:1      | 0:2          | 2:0           |          | 3:2           |
| PS Kemi Kings  | 1:2          | 0:1          | 3:2        | 1:1            | 0:2           | 0:1       | 2:4         | 0:0      | 1:0          | 2:3           | 2:2      |               |

| Spieltage 23–33 | HJK Helsinki | Rovaniemi PS | Kuopion PS | FC Honka Espoo | Ilves Tampere | Vaasan PS | Inter Turku | FC Lahti | Seinäjoen JK | IFK Mariehamn | Turku PS | PS Kemi Kings |
| --------------- | ------------ | ------------ | ---------- | -------------- | ------------- | --------- | ----------- | -------- | ------------ | ------------- | -------- | ------------- |
| HJK Helsinki    |              | 3:0          | –          | –              | –             | 1:0       | 3:0         | –        | 1:0          | 2:0           | –        | 0:0           |
| Rovaniemi PS    | –            |              | 1:1        | 2:1            | 1:0           | –         | –           | –        | 0:1          | 1:0           | –        | –             |
| Kuopion PS      | 0:1          | –            |            | 1:1            | 2:0           | –         | –           | 2:1      | –            | –             | 2:1      | 3:1           |
| FC Honka Espoo  | 0:0          | –            | –          |                | –             | 3:1       | –           | 2:0      | –            | –             | 3:0      | 2:1           |
| Ilves Tampere   | 1:2          | –            | –          | 0:1            |               | –         | 1:0         | 0:1      | –            | –             | 2:0      | 4:0           |
| Vaasan PS       | –            | 1:2          | 0:3        | –              | 1:2           |           | –           | –        | 0:2          | 1:1           | –        | –             |
| Inter Turku     | –            | 0:0          | 0:1        | 0:2            | –             | 1:1       |             | 2:0      | –            | 1:1           | –        | –             |
| FC Lahti        | 0:2          | 1:2          | –          | –              | –             | 1:1       | –           |          | –            | –             | 2:5      | 1:2           |
| Seinäjoen JK    | –            | –            | 1:2        | 0:1            | 2:3           | –         | 2:2         | 0:0      |              | –             | 1:0      | –             |
| IFK Mariehamn   | –            | –            | 1:2        | 0:0            | 3:6           | –         | –           | 3:0      | 1:0          |               | 2:2      | –             |
| Turku PS        | 0:4          | 1:2          | –          | –              | –             | 4:1       | 1:0         | –        | –            | –             |          | 4:1           |
| PS Kemi Kings   | –            | 0:2          | –          | –              | –             | 0:2       | 0:2         | –        | 0:0          | 2:0           | –        |               |

## Relegation
Der 2. der Ykkönen 2018 spielte gegen den 11. der Veikkausliiga 2018 in der Relegation. Das Hinspiel fand am 31. Oktober und das Rückspiel am 3. November 2018 statt. Kokkolan Palloveikot qualifizierte sich aufgrund der Auswärtstorregel für die Veikkausliiga 2019.
|                      | Gesamt    |          | Hinspiel | Rückspiel |
| -------------------- | --------- | -------- | -------- | --------- |
| Kokkolan Palloveikot | (a)1:1(a) | Turku PS | 0:0      | 1:1       |

## Torschützenliste

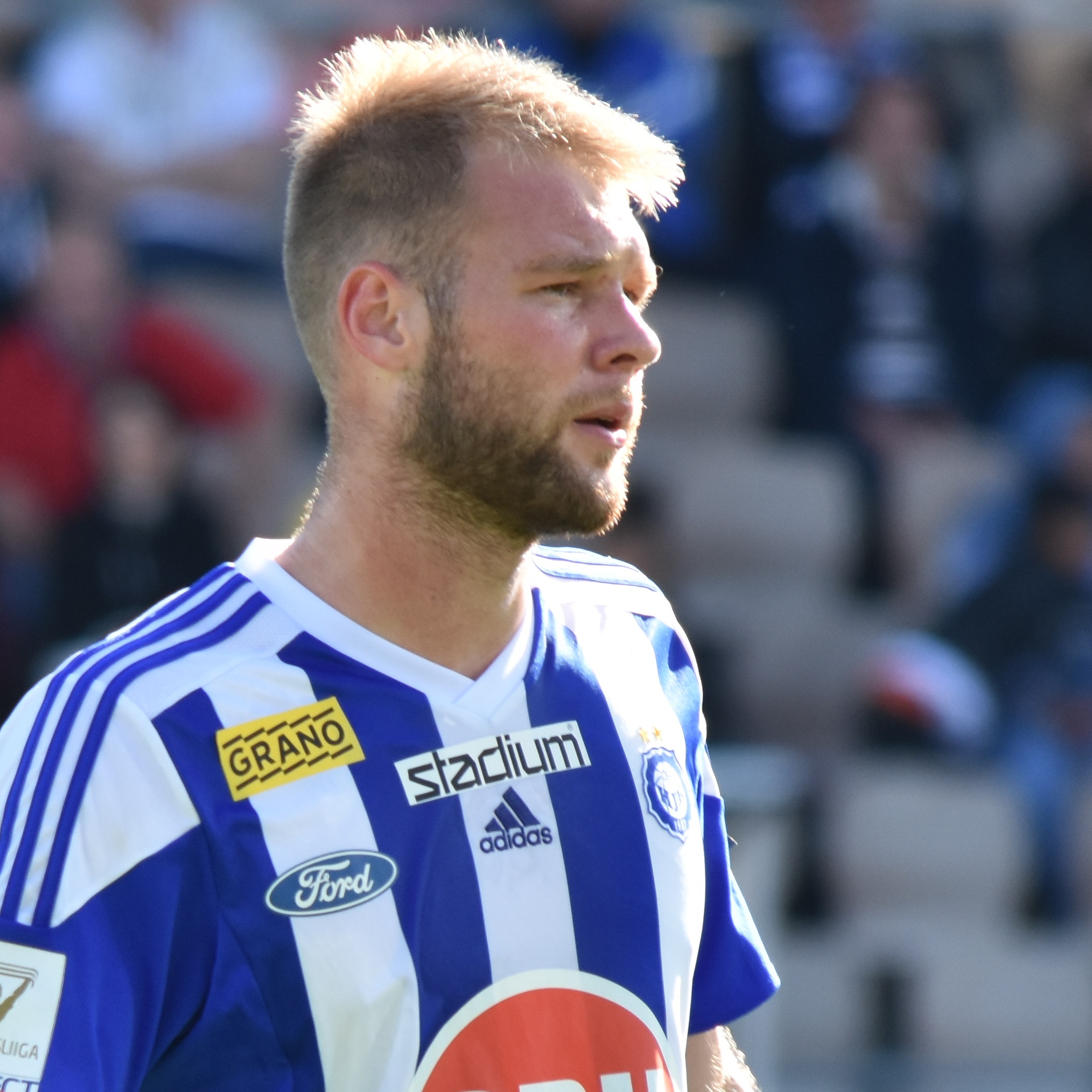
Der Brasilianer Klauss wurde mit 21 Treffern Torschützenkönig

| Platz | Spieler              | Mannschaft     | Tore |
| ----- | -------------------- | -------------- | ---- |
| 01.   | Klauss               | HJK Helsinki   | 21   |
| 02.   | Rasmus Karjalainen   | Kuopion PS     | 17   |
| 03.   | Macoumba Kandji      | FC Honka Espoo | 16   |
| 04.   | Borjas Martín        | FC Honka Espoo | 12   |
| 04.   | Petteri Pennanen     | Kuopion PS     | 12   |
| 06.   | Aleksei Kangaskolkka | IFK Mariehamn  | 10   |
| 06.   | Sebastian Strandvall | Vaasan PS      | 10   |
| 08.   | Timo Furuholm        | Inter Turku    | 09   |
| 08.   | Marius Noubissi      | Ilves Tampere  | 09   |
| 10.   | Mika Ääritalo        | Turku PS       | 08   |
| 10.   | Benjamin Källman     | Inter Turku    | 08   |
| 10.   | Lassi Lappalainen    | Rovaniemi PS   | 08   |